# Saarijärvi (sjö i Heinola, Päijänne-Tavastland, 61,35 N, 26,11 Ö)
Saarijärvi är en sjö i kommunen Heinola i landskapet Päijänne-Tavastland i Finland. Sjön ligger 98 meter över havet. Arean är 39 hektar och strandlinjen är 6,48 kilometer lång. Sjön  ingår i Kymmene älvs huvudavrinningsområde.   Den ligger omkring 47 km nordöst om Lahtis och omkring 140 km norr om Helsingfors. 